# Homaloptera confuzona
Homaloptera confuzona és una espècie de peix de la família dels balitòrids i de l'ordre dels cipriniformes.

## Morfologia
Els mascles poden assolir els 6,8 cm de longitud total.

## Distribució geogràfica
Es troba a la conca del Mekong a Laos i Cambodja i també al sud-est de Tailàndia.